# Пасхальні часи
Пасхальні часи, Часи Святої Пасхи - частина великоднього православного богослужіння, що заміщає собою в дні пасхальної седмиці всі часи (Перший, Третій, Шостий та Дев'ятий), Повечір'я, Полунощницю, ранкові молитви й вечірні молитви. На відміну від звичайних часів (церковних служб), Пасхальні часи ніколи не змінюються, не містять псалмів і покаянних молитов (окрім "Господи помилуй"). Як і всі великодні чинопослідування, Пасхальні часи сповнені радості та подяки Воскреслому Христу Богу.

## Структура Пасхальних часів
Пасхальні часи складаються з співу великодніх піснеспівів. Після закінчення пасхальних часів служиться пасхальна літургія.
У порівнянні зі структурою звичайних часів, тут також можна прослідкувати окремий порядок. Потрібно лише звернути увагу на те, які конструктивні елементи зберігаються, які замінюються іншими, а які усуваються.
Триразовий Пасхальний тропар «Христос воскрес» після благословення також в іншій частині Великодня займає місце молитви «Царю Небесний». Далі пропущене звичайне «Трисвяте…».
Надалі три псалми замінені співанням «Воскресіння Христове бачивши…» – тричі. Це є гімн Воскресіння Христового, який слідує за кожним недільним богослужінням на утрені після читання Євангелія.
Надалі тропарі замінюються пасхальними і слідує відпуст, за яким слідує співання тричі замість звичної молитви часу «Христос воскрес».
У порівнянні із загальним порядком часів, то на перший погляд, здавалося б, довільна структура пасхального часу має доволі чітку структуру. 

## Сліди розвитку
Проблемою для дослідження походження та авторства пасхальних часів є відсутність чіткого історичного матеріалу, точніше говорячи джерел, котрі давали б вказівки на практичне звершення цього богослужіння, чи давали б посилання на те як їх звершувати. Натомість пасхальні часи доволі коротке богослужіння, котре замінює собою звичайні часи, і використовується лише в пасхальний період та за змістом відповідають пасхальним піснеспівам, як ми це побачили вище. Тому до кола досліджень наша тема фактично не потрапляла. Це ускладнення завдання призводить до побудови можливих гіпотез, котрі в максимально реалістичному варіанті відображали б християнську богослужбову традицію, а також вказували б на найбільш вірогідне практичне та правдиве застосування часів в історичному відрізку. За основу нашого дослідження ми беремо Типікон, котрий використовувався в Константинополі. Це дасть нам змогу оцінити те, як і коли використовувалися пасхальні часи та дасть змогу зробити необхідні висновки.
Відомо, що монахи-студити не співали в час від Великодня до початку посту перед святом апостолів Петра і Павла звичайних часів. Ця практика була також у монастирі святого Афанасія на св. Горі Афон. Ймовірно, що сьогоднішня практика співання часів походить з монастиря св. Феодора Студита чи з Афону, або ж ці два монастиря мали спільне початкове джерело співання особливих текстів, якими замінювали часи. Одним  важливим свідченням про розвиток і включення пасхальних часів до пасхального богослужіння є Типікон патріарха Олексія Константинопольського, котрий також був студитом, тобто походив зі столичного монастиря св. Феодора. З другої чверті 11-го століття виходить цей Типікон, проте певно використовувався він тільки в столиці – Константинополі і зберігся він лише в церковно-слов’янському перекладі, опрацювання якого здійснив Пентковський А. М. доволі нещодавно. Про можливе переймання практики, яку ми розглядаємо він пише: «При цьому всі служби добового кола відбувалися в Студійському монастирі спільно, що було обумовлено кіновіальним влаштуванням чернечого життя, тоді як ще в XIII столітті в палестинських келліотскіх монастирях годинник відбувалися спільно тільки під час посту. Крім повечір'я до палестинської літургійної традиції сходить структура і інших служб добового кола, наявних в Студійському часослові (утреня, часи, вечірня), які мали іншу структуру в константинопольському кафедральній Софії і в богослужінні акімітів. Таким чином, набір і структура служб добового кола богослужіння в Студійського літургійної традиції сягають до богослужіння палестинських кіновіальних монастирів». Хоча з цього тексту не можна зробити висновок, що автор відводить походження часів до палестинського чернецтва, все ж подібна гіпотеза має місце на існування. Найважливішим в цьому контексті є примітка самого Типікону, в якому говориться: «… в цей спосіб також третій, шостий та дев’ятий» часи.
Цікавим є дослідження Бенешевича В., котрий описуючи рукописи Синайського монастиря висуває таку примітку: «Таким чином, співається згідно з порядком студитів та Єрусалиму». При цьому Типікон, який ми згадували, підкреслює, що літургійна традиція перебуває в гармонії з двома іншими важливими центрами православних, а саме з Константинополем і Єрусалимом. Тому хоча не можна сказати з впевненістю про походження пасхальних часів, варто все ж на даному етапі зупинитися на гіпотезі про палестинські витоки в формуванні пасхальних часів.

## Богослужбовий текст Пасхальних часів
Спочатку ієрей виголошує: "Благословений Бог наш завжди, нині і повсякчас, і на віки вічні", а при його відсутності мирянин починає читання словами: «Молитвами святих отців наших, Господи Ісусе Христе, Боже наш, помилуй нас».
Далі все крім вигуку і відпусту священика співається:
«Амінь.»
Тропар Пасхи: «Христос воскрес із мертвих, смертю смерть подолав і тим, що в гробах, життя дарував» (Тричі).
Недільна пісня, глас 6: «Воскресіння Христове бачивши, поклонімось...» (тричі).
Іпакої, глас 8: «Світання попередивши і знайшовши камінь...».
Кондак, глас 8-й: «Хоч і до гробу зійшов Ти, Безсмертний...».
Також і тропарі, глас той самий: «У гробі тілом, у пеклі душею, як Бог...».
«Слава Отцю і Сину і Святому Духу.»
«Як живоносний, як кращий від раю...»
«І нині і повсякчас, і на віки віків. Амінь».
«Радуйся, освячена Божественна оселе Всевишнього...».
«Господи, помилуй» (40 разів).
«Слава Отцю і Сину і Святому Духу. І нині і повсякчас, і на віки віків. Амінь».
«Чеснішу від херувимів...».
«Іменем Господнім благослови, отче».
«Молитвами святих отців наших, Господи Ісусе Христе, Боже наш, помилуй нас.»
«Амінь.»
«Христос воскрес із мертвих, смертю смерть подолав і тим, що в гробах, життя дарував» (Тричі).
«Слава Отцю і Сину і Святому Духу, і нині і повсякчас, і на віки віків. Амінь. »
«Господи, помилуй» (тричі)
«Благослови».
Священик вимовляє відпуст: «Воскрес із мертвих Христос, істинний Бог наш...».
«Амінь.»
«Христос воскрес із мертвих, смертю смерть подолав і тим, що в гробах, життя дарував» (Тричі).
«І нам дарував життя вічне, поклоняємось...».